# Altiphrynoides osgoodi
Espèce
Synonymes
- Bufo osgoodi Loveridge, 1932
- Spinophrynoides osgoodi (Loveridge, 1932)

Statut de conservation UICN

 CR D : 
En danger critique
Statut CITES
Altiphrynoides osgoodi est une espèce d'amphibiens de la famille des Bufonidae.

## Répartition
Cette espèce est endémique des montagnes du centre-sud de l'Éthiopie. Elle se rencontre entre 1 950 et 3 520 m d'altitude dans les provinces d'Arsi, de Balé, de Sidamo et de Gamu-Gofa. À l'exception de la population des monts Guge, tous les enregistrements se trouvent à l'Est de la vallée du Grand Rift.

## Étymologie
Cette espèce est nommée en l'honneur de Wilfred Hudson Osgood.

## Publication originale
- Loveridge, 1932 : Eight new toads of the genus Bufo from East and Central Africa. Occasional Papers of the Boston Society of Natural History, vol. 8, p. 43-53 (texte intégral).